# توفيق عساف
توفيق سليمان عساف (1913 - 9 مايو 1996) سياسي ورجل أعمال لبناني. ولد في بلدة عيتات واستوطن بيروت سنة 1919، سافر إلى فنزويلا للتجارة وهو دون التاسعة عشرة من عمره. عاد إلى لبنان سنة 1951 فأسس الشركة العصرية اللبنانية للتجارة. ساهم بتأسيس العديد من الشركات والنوادي الاجتماعية والثقافية في لبنان والمهجر. انتخب نائباً عن قضاء عاليه في دورة سنة 1972 واستمر نائباً بحكم قوانين التمديد للمجلس النيابي حتى سنة 1992. عُيِّن وزيراً للصناعة والنفط في حكومة الرئيس تقي الدين الصلح من 8 يوليو 1973 إلى 31 أكتوبر 1977.

## سيرته
ولد توفيق سليمان عساف في بلدة عيتات بقضاء عاليه سنة 1913. انتقل مع عائلته إلى بيروت سنة 1919، فتلقى علومه الابتدائية في مدارسها. أحب التجارة منذ صغره فتاجر مستقلاً، ثم سافر إلى فنزويلا وهو دون التاسعة عشرة من عمره. تعلم الإسبانية وأسس شركة عساف التجارية. عاد إلى لبنان سنة 1951 فأسس الشركة العصرية اللبنانية للتجارة. وفي سنة 1952 أسس شركة البيبسي كولا. ساهم بتأسيس العديد من الشركات والنوادي الاجتماعية والثقافية في لبنان والمهجر أهمها بنك بيروت والبلاد العربية، وشركة التلفزيون اللبنانية. كما ساهم في بناء دار الطائفة الدرزية في بيروت. 

انتخب نائباً عن قضاء عاليه في دورة سنة 1972 على لائحة الأمير مجيد أرسلان التوافقية واستمر نائباً بحكم قوانين التمديد للمجلس النيابي حتى سنة 1992. شارك في أعمال اللجان النيابية فكان عضواً في لجان: الدفاع الوطني، التصميم والإعمار والصناعة والنفط، الشؤون الخارجية، التخطيط والإنماء والإعمار، كما كان رئيساً للجنة الاقتصاد الوطني.

تم تعيينه وزيراً للصناعة في تموز 1973 في حكومة الرئيس تقي الدين الصلح من 8 يوليو 1973 إلى 31 أكتوبر 1977 .

شارك عساف في اجتماعات الطائف في السعودية سنة 1989. وكان نائب الدرزي الوحيد في المجلس النيابي الذي انتخب سنة 1972 الباقي على قيد الحياة آنذاك. كان عضواً في جبهة النضال الوطني النيابية.

توفي في 9 أيار 1996.

## حياته الشخصية
تأهل من عائدة شاكر صعب ولهما: رندة وغسان. 

## وصلات خارجية
- smlclebanon.com